# Duale Souveränität
Die Theorie der so genannten dualen Souveränität (zeitgenössisch auch doppelte Souveränität, Duplex Majestas) ist ein staatstheoretischer Ansatz des 17. Jahrhunderts und bezieht sich insbesondere auf die Verfassungsstruktur des Heiligen Römischen Reichs. 
Das Konzept wurde u. a. von den Rechtsgelehrten Dominicus Arumaeus, Christoph Besold und Benedict Carpzov entwickelt und geht auf Ansätze von Johannes Althusius zurück. Der Reichspublizist Johannes Limnaeus hat es vollständig ausgebaut und auf das Reich angewendet.

## Theorie und Anwendung

### Theorie
Im Prinzip wird mit der Theorie der dualen Souveränität versucht, zwei konkurrierende Souveränitätskonzepte miteinander zu vereinbaren. Es sind dies auf der einen Seite die Herrschaftssouveränität, so wie sie Jean Bodin in seiner Schrift Sechs Bücher über den Staat formulierte, und auf der anderen Seite die frühen Ansätze der Volkssouveränität. Die Zuordnungen der höchsten Gewalt im Staate (der Souveränität) zur monarchischen Spitze oder zur Gesamtheit der Staatsangehörigen (dem Volk oder den Ständen) standen sich dabei diametral gegenüber.
Nach Limnaeus gehört die Souveränität über den Staat allein der staatlichen Gemeinschaft selbst, weshalb die Herrschaftsgewalt des Königs oder Kaisers nur eine abgeleitete und eigens verliehene Befugnis sein kann. Anders als Bodin gesteht Limnaeus jedoch beiden Polen des so eröffneten politischen Spannungsfeldes von Staatsgemeinschaft und Monarch einen höchsten Rang im Staate, eine Majestät (von lat. maiestas), zu, die jedoch von unterschiedlicher Qualität sind. Dies ergibt sich daraus, dass für Limnaeus nur die Staatsgemeinschaft wirklich souverän sein kann und die Gewalt des obersten Staatsamtes deshalb ihrerseits konstituiert. Infolgedessen hat die staatliche Gemeinschaft die Majestät aus Souveränität (die maiestas realis) und der Herrscher eine Majestät auf Grund seiner höchsten Amtsgewalt (die maiestas personalis, weil sie ihm abgeleitet und nur ad personam zukommt). Diese Unterscheidung musste er u. a. auch deshalb einführen, da im Falle einer strengen Anwendung der Bodin’schen Terminologie dem Monarchen keinerlei Majestät mehr zugekommen wäre, was angesichts der Verfassungswirklichkeit der meisten Staaten seiner Zeit als unhaltbar erscheinen musste.
Vor diesem Hintergrund ist klar, dass Limnaeus die Begriffe Souveränität und Majestät, anders als Bodin, nicht synonym verwendete. Majestät bedeutete für ihn nicht summa potestas (lat. für höchste Gewalt = Souveränität), sondern nur hervorragende Gewalt in einem Staat. Verschiedene Majestäten lassen sich so, je nach politischen Machtverhältnissen, auf verschiedene Instanzen verteilen. Dadurch war die Theorie geeignet, den Dualismus zwischen deutschem Kaiser und den Reichsständen zu erfassen, welcher die Verfassung des Heiligen Römischen Reiches kennzeichnete.

In der Wirkungsgeschichte erlangten vor allem die Termini maiestas realis und maiestas personalis breite Bekanntheit und wurden teils fehlinterpretiert und unter dem Schlagwort (ge-)doppelte Souveränität zusammengefasst. Diese verbreitete Bezeichnung ist jedoch irreführend: Limnaeus und seine Vorgänger kennen keine zweifache oder gedoppelte Souveränität. Eine Verdoppelung oder Teilung würde der Idee der Souveränität vielmehr im Kern widersprechen. Limnaeus weist den beiden Polen des politischen Spektrums auch keine Souveränität, sondern eine maiestas („Hoheit“) zu, die einen hohen Rang bzw. eine Amtsgewalt bezeichnet. Die Souveränität ist in diesem System dualistisch strukturiert und umfasst beide Pole: Die eine, unteilbare Souveränität der Staatsgemeinschaft erzeugt die Staatsgewalt und überträgt sie auf den Herrscher, ohne sich ihrer gänzlich zu entäußern. Damit ist die Souveränität weder auf zwei Majestäten verteilt noch von der ersten an die zweite abgegeben, sondern wird in der abgeleiteten Staatsgewalt der personalen Majestät ausgeübt.

### Anwendung auf die Reichsverfassung
| Staatsgewalt:       | zugeordnet:                             |
| maiestas realis     | (Volk bzw.) Gesamtheit der Reichsstände |
| maiestas personalis | Kaiser & Reichsstände                   |

Nach Johannes Limnaeus’ Reichsstaatstheorie ist das Reichsvolk im Heiligen Römischen Reich das Subjekt der realen Majestät. Es wird vertreten durch die Gesamtheit der Reichsstände, zu denen u. a. auch der Kaiser gehört. Bei der Übertragung der obersten Amts- und Staatsgewalt, der personalen Majestät, vertreten wiederum die Kurfürsten die staatliche Gemeinschaft. In der Königswahl übertragen diese dem zu Wählenden einen Teil der maiestas personalis, wobei er in der königlichen Wahlkapitulation die Bedingungen und den Umfang seiner Amtsgewalt empfängt und akzeptiert. Der andere Teil der personalen Majestät verbleibt bei den Reichsständen, über die sie gemeinsam mit dem Kaiser bei Ausübung seiner Komitialrechte und der zusammen mit den Kurfürsten auszuübenden Reservatrechte verfügen können. Das Kaisertum ist demnach das oberste Staatsorgan, dass in seiner Amtsführung an die Reichsgrundgesetze und die Wahlkapitulationen etc. gebunden ist. Verletzt oder übertritt der Kaiser diese regulae administrandi, so haben die Kurfürsten das Recht, den König wieder abzusetzen. Eine interessante Konsequenz dieser Theorie ist, dass Limnaeus das Reich in ihrem Sinne nicht als Aristokratie, sondern als status mixtus, als Mischverfassung, einstuft, um der zwar revidierbaren aber doch dauerhaften Staatsgewalt des Kaisertums Rechnung zu tragen und den Dualismus der Reichsverfassung darin abzubilden.